# Diastylis gayi
Diastylis gayi är en kräftdjursart som först beskrevs av Hercule Nicolet 1849.  Diastylis gayi ingår i släktet Diastylis och familjen Diastylidae. Inga underarter finns listade i Catalogue of Life.